# Laurence Steinhardt

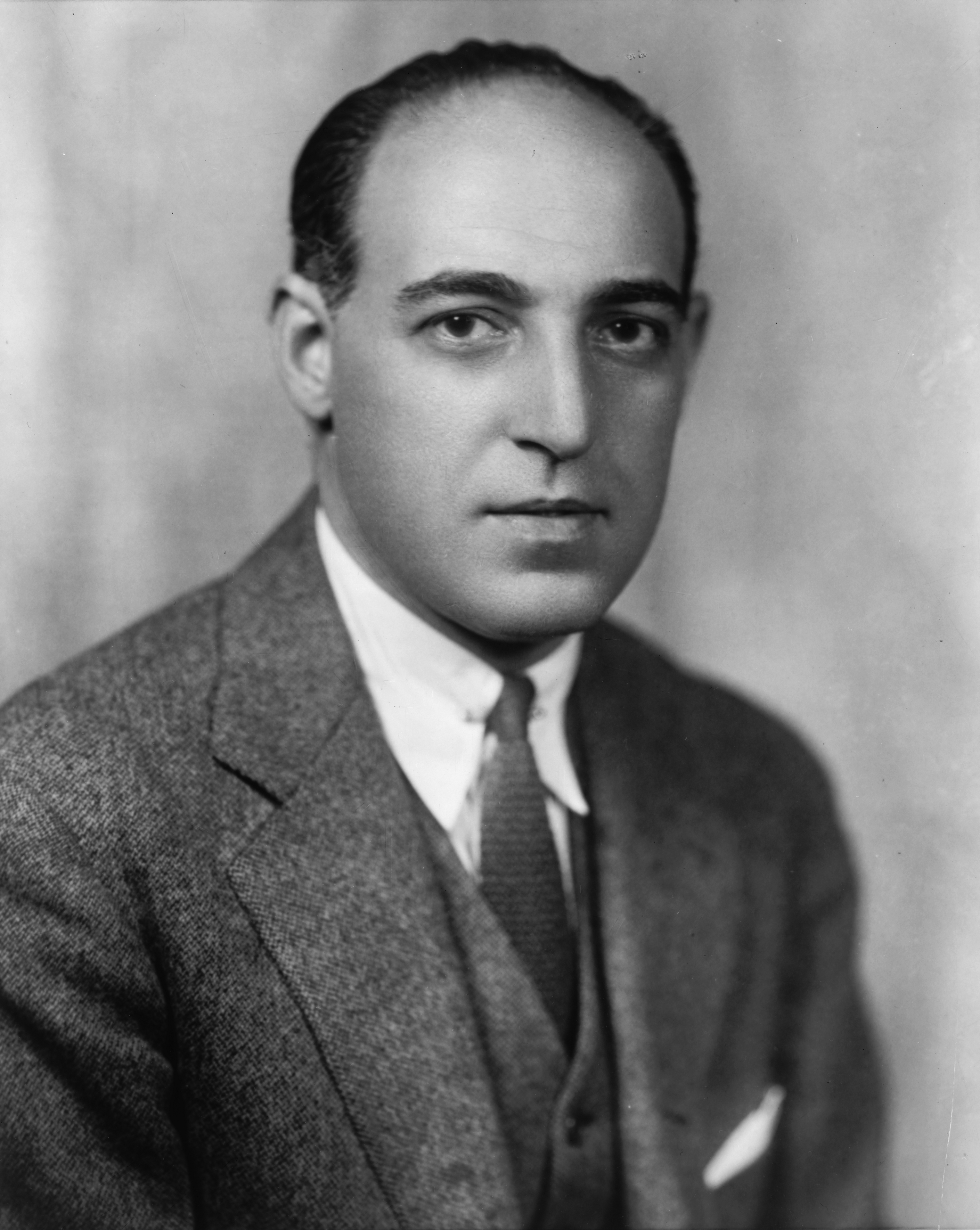
Laurence Steinhardt (ohne Jahr)

Laurence Adolph Steinhardt (geboren 6. Oktober 1892 in New York City; gestorben 28. März 1950 bei Ramsayville, Ontario, Kanada) war ein US-amerikanischer Diplomat.

## Leben
Laurence Steinhardt war einer von zwei Söhnen von Adolph Steinhardt und Addie Untermyer, der Politiker Samuel Untermyer war ein Onkel, seine Schwester war die Malerin Therese Steinhardt.
Laurence Steinhardt studierte Jura an der Columbia University (BA, MA, LLB). Steinhardt heiratete 1917 Dulcie Hofmann, sie hatten eine Tochter. Er wurde Soldat im Ersten Weltkrieg und arbeitete von 1920 bis 1933 als Anwalt in einer Kanzlei. Nachdem er 1932 Franklin Roosevelt im Präsidentschaftswahlkampf unterstützt hatte, wurde er 1933 von diesem zum Gesandten in Schweden ernannt. 1937 ging er als Botschafter nach Peru und wurde am 11. August 1939 Botschafter in Moskau. Nach dem deutschen Überfall auf die Sowjetunion wurde er im November 1941 von Admiral William Harrison Standley abgelöst und wechselte im Januar 1942 auf den Botschafterposten in der neutralen Türkei. Nach der Befreiung der Tschechoslowakei wurde er Botschafter in Prag. Im Jahr 1948 ging er als Botschafter nach Kanada. Er starb bei einem Flugzeugabsturz.

## Schriften (Auswahl)
- A survey of the legal status of the labor union, its origin and development. Master-Arbeit, Columbia University, 1915